# Nathan Petrelli
La mia decisione di tornare a servire il grande stato di New York come senatore degli Stati Uniti mi consente di estendere il mio messaggio di speranza e di progresso per molti più americani. Insieme, possiamo costruire un futuro più luminoso, non solo per New York, ma per tutta l'America.»
(Nathan Petrelli, episodio 3x03, Uno di noi, uno di loro)
Nathan Petrelli è un personaggio della serie televisiva Heroes, interpretato da Adrian Pasdar.
Figlio di Angela e Arthur Petrelli, e fratello maggiore di Peter Petrelli, è stato pilota dell'U.S. Navy ed è stato in missione in Bosnia, Serbia e Ruanda. Nathan diventa poi avvocato e vice-procuratore distrettuale; è con questo incarico che inizia a indagare su Linderman, amico di famiglia invischiato in loschi affari insieme allo stesso padre di Nathan. Successivamente si dedica alla politica, candidandosi prima per il Congresso, e poi accettando la nomina di Senatore.
Molto diverso da suo fratello minore Peter, di cui non approva il suo modo di vivere poco ambizioso, ma ciò nonostante si dimostra sempre protettivo nei suoi confronti.

## Biografia

### Prima stagione - Volume uno: Genesi
Prima dell'inizio della serie, Nathan Petrelli era un rampante avvocato che con il suo lavoro era venuto a conoscenza di alcuni legami mafiosi tra suo padre e Mr. Linderman. Sul punto di denunciare questi fatti, anche a costo di infangare l'immagine del padre, Nathan e la moglie Heidi, di ritorno da un party, restano vittime di un agguato degli uomini di Linderman che causa un incidente automobilistico. Nathan si salva attivando istintivamente il suo potere, mentre sua moglie riporta gravi lesioni alla spina dorsale, tanto da rimanere paralizzata dalla vita in giù. Per questo si sente in colpa, ma qualche giorno dopo arriva un altro brutto colpo quando, giunto a casa dei genitori, trova il padre in preda ad un infarto, che lo stronca poco dopo in ospedale.
Nathan decide quindi di candidarsi al Congresso, tenendo nascosti i fatti dei sei mesi precedenti. Un giorno il fratello Peter gli telefona chiedendogli di raggiungerlo sul tetto di un palazzo. Una volta raggiunto il luogo lo vede, convinto di poter davvero volare e desideroso di convincere anche il fratello, buttarsi nel vuoto: Nathan cerca di salvarlo volando, ma non appena lo afferra anche Peter comincia a galleggiare in aria a sua volta, rallentando la caduta e salvandosi. Nathan cerca di insabbiare la questione dicendo che suo fratello aveva tentato il suicidio, suscitando le ire di Peter. Quindi questi chiede nuovamente di incontrarsi urgentemente nello stesso luogo da cui si era buttato qualche giorno prima, minacciando di lanciarsi nuovamente se non avesse ammesso di saper volare. Il desiderio di Peter si realizza proprio mentre i due discutono, quando Nathan gli fa notare che sta camminando sospeso nell'aria a un paio di metri da terra.
Poco tempo dopo riceve la visita di un professore di genetica di nome Mohinder Suresh, che lo indica come un soggetto avanzato, cioè come un essere umano dotato di super poteri. Ovviamente, finge di non credergli per tutelare la sua campagna elettorale. Giungendo a Las Vegas per incontrare Linderman, Nathan conosce Niki Sanders. L'incontro era stato organizzato dallo stesso Linderman, che aveva obbligato Niki a sedurre Nathan con lo scopo di ricattare quest'ultimo, per controllarne la campagna elettorale. Il mattino seguente, subisce un tentativo di rapimento da parte di Noah Bennet e dall'Haitiano, che vogliono studiarlo per ordine dell'Impresa, ma riesce a scappare volando via a velocità supersonica, raggiungendo il deserto. All'atterraggio entra in un bar-negozio di souvenir dove compra una maglia. Lì gli si avvicina un giovane giapponese, Hiro Nakamura, che gli dice di averlo visto atterrare davanti al locale, di essere in grado di controllare il continuum spazio-temporale e di essere stato nel futuro, dove lo ha visto vincere le elezioni. Nathan se ne va, scioccato dall'incontro con lo strano ragazzo ma felice della notizia. Nel frattempo ogni qualvolta Peter tenta di spiegargli la sua missione, cerca di convincerlo a desistere per evitare di rimanere coinvolto in situazioni troppo pericolose.
Tempo dopo, mentre indaga su quanto sostiene il fratello, Simone Deveux mostra a Nathan un quadro di Isaac Mendez commissionato da Linderman, che ritrae Peter morto sotto uno striscione all'entrata di una scuola, e un orologio. Nathan distrugge il quadro per impedire a Peter di andare alla scuola e morire per salvare la cheerleader da morte certa. Simone però mostra a Peter una foto del quadro e lui va ugualmente alla scuola. Appena appresa la notizia della partenza del fratello per la scuola texana, Nathan teme il peggio, ma si tranquillizza quando la polizia gli comunica che Peter era stato arrestato per l'omicidio di una cheerleader, e provvede lui stesso a farlo scagionare. Quando va a prenderlo personalmente dal carcere, questo però cade inspiegabilmente in coma. Decide quindi di fare visita ad Isaac Mendez, per conoscerlo di persona e parlare dei suoi dipinti, e incontra nuovamente Hiro, situazione che appiana gli ultimi scetticismi dell'uomo; i due parlano dell'esplosione e di come si possa fermare. Quando Peter si riprende scompare misteriosamente, e Nathan lo trova molto tempo dopo nel proprio appartamento, intenzionato ad abbandonare la città e fugge assieme a Claude Raines, un altro soggetto avanzato che sta insegnando a Peter su come usare i propri poteri. Tempo dopo si scopre che una donna, Meredith Gordon, con cui Nathan aveva avuto una relazione e con cui aveva avuto una figlia (Nathan credeva che entrambe fossero morte in un incendio), è in realtà ancora viva e che loro figlia è Claire Bennet. Scoperto ciò Nathan si reca dalla donna, ma, influenzato dall'opinione di sua madre a proposito dei suoi legami affettivi, si rifiuta di vedere Claire, con delusione di quest'ultima che li ascoltava di nascosto.
Lavorando con due agenti dell'FBI per sventare i loschi piani di Linderman, Nathan si reca a Las Vegas dove incontra nuovamente Hiro, che aiuta a oltrepassare la sicurezza per poter rubare la spada di Kansei; in seguito viene aggredito da Niki su richiesta di Linderman, ma quando questa lo vede di persona ritorna in sé e gli consiglia di ascoltare l'offerta di Linderman; per precauzione però gli affida la sua pistola, e Nathan è deciso più che mai a porre fine ai trucchi del boss malavitoso, uccidendolo; ma giuntogli di fronte, quando Linderman gli offre un piano per la presidenza dicendo che è scritto nel suo destino e gli rivela che anche lui è una persona dotata di superpoteri, il politico, dopo alcuni attimi di indecisione rinuncia al suo scopo e accetta.
Quando torna a casa ritrova Peter, morto per mano di Sylar, e sua figlia Claire. La ragazza accorgendosi del frammento di vetro nel cranio di Peter glielo asporta e lo salva. Dopo che il fratello gli rivela che forse sarà lui a esplodere, Nathan riferisce tutto a Linderman e alla madre, che lo stanno aiutando a vincere le elezioni, ma, dato il suo atteggiamento, il fratello e la figlia scappano ritenendolo non dalla parte dei giusti; Nathan riuscirà comunque a riprendere Claire per farla andare a Parigi con Angela Petrelli per essere al sicuro.
La notte dell'esplosione, dopo che la moglie e i due figli sono andati in volo a Washington a seguito della sua vittoria alle elezioni, progetta di raggiungerli assieme alla madre dopo essersi occupati di Claire; alla fuga di questa Angela consiglia a Nathan di lasciar perdere, ma qui lui si rende conto della malvagità dei piani di Linderman e della madre. Decide quindi di raggiungere Peter, ormai in procinto di esplodere, per poi condurlo in volo sopra New York salvando la città.

### Seconda stagione - Volume due: Generazioni
Ritroviamo Nathan quattro mesi dopo i fatti di Kirby Plaza, ancora vivo, ma divorziato, alcolizzato e costretto a convivere con l'allucinazione di una versione mostruosa di sé stesso. Quando però sua madre viene accusata dell'omicidio di Kaito Nakamura, aiuta Matt Parkman a cercare il vero colpevole. I due, analizzando una vecchia foto della Compagnia scoprono che Angela Petrelli, Arthur Petrelli, Bob Bishop, Charles Deveaux, Daniel Linderman e Kaito Nakamura sono tutte vecchie conoscenze del padre di Matt, Maury Parkman. Matt e Nathan, lo rintracciano e lo raggiungono nel suo appartamento, dove però vengono bloccati all'interno di un incubo creato da Maury, durante il quale Nathan affronta il suo "mostro" e solo grazie all'aiuto di Matt riesce a liberarsene.
Trovata una fotografia di Bob con il fatidico simbolo disegnato sopra a sangue, i due uomini si recano all'Impresa per far evacuare l'edificio prima dell'arrivo di Parkman e durante l'evacuazione Nathan scopre da Bob che Peter è ancora vivo. Quindi viene sventata la minaccia di Niki Sanders, controllata dall'influsso di Maury per attaccare Bob e Nathan tentando di ucciderli: è proprio grazie all'aiuto di Nathan che essa ritornerà in sé.
Nell'episodio Quattro mesi fa..., scopriamo che il mostro che tanto tormentava Nathan altri non era che il ricordo di sé stesso con il volto ustionato dall'esplosione di Peter, ustioni da cui era guarito grazie all'aiuto di Adam Monroe; e ci viene anche mostrata la causa del suo divorzio: la moglie Heidi non riusciva a credere a come si siano svolti i fatti, e crede quindi Nathan impazzito per la (presunta) morte del fratello.
In seguito, sempre assieme a Matt Parkman, e venuto a sapere del ceppo mortale del virus Shanti, si mette sulle tracce di Peter, che ingannato da Adam, sta per disperdere il virus nell'aria; ma proprio Nathan, con un commovente discorso fraterno riesce a convincerlo delle cattive intenzioni di Adam e ad impedire il flagello. Dopo quest'avventura si convince che il mondo deve sapere dell'esistenza degli Heroes, e grazie ai suoi contatti politici organizza un convegno con la stampa per rivelare "un grande segreto per l'umanità": durante il discorso tuttavia, prima che possa dire una qualunque parola, due colpi di pistola lo colpiscono in pieno facendolo cadere a terra, mentre il suo misterioso sicario scompare nell'ombra.

### Terza stagione

#### Volume tre: Criminali
Il misterioso sicario di Nathan si rivelerà essere Peter del futuro, venuto ad uccidere Nathan per scongiurare la "catastrofe futura"; nonostante una lunga operazione chirurgica Nathan muore, ma in qualche modo torna in vita poco dopo sotto gli occhi stupefatti del proprio "assassino". Quindi si convince di essere stato miracolato e diventa molto religioso; tanto che il Peter del futuro (che lo ha raggiunto per "finire il lavoro") decide infine di risparmiarlo e di tornare nel suo tempo. In seguito, inizierà ad avere allucinazioni su Linderman, il quale cerca, come già nella prima stagione, di convincerlo che il suo destino sia "diventare presidente": destino che si ripresenta prepotentemente nella sua vita quando la bellissima Tracy Strauss, (gemella segreta di Niki che Nathan inizialmente scambia per lei) giunge ad offrirgli la carica di senatore, carica che però inizialmente egli rifiuta, salvo poi cambiare idea.
Dopo aver salvato la stessa Tracy, decisa a gettarsi da un ponte scioccata dai suoi poteri, tentando di rassicurarla e consolarla se ne innamora; i due, divenuti quindi una coppia, scopriranno da Angela Petrelli che anche il potere di Nathan è artificiale, frutto di esperimenti condotti su di lui per volere del proprio padre, Arthur Petrelli.
Nathan e Tracy si recano dunque da Mohinder Suresh in cerca di aiuto, ma il professore, che vittima di una formula errata sta progressivamente diventando un mostro, li tramortisce e li blocca per analizzarli; solo grazie al potere di Tracy i due riescono a liberarsi dalle sue grinfie. Dopo aver tentato di persuaderli che in fondo le sue erano buone intenzioni, Mohinder Suresh fugge portandosi via il bozzolo di Maya. In seguito, assieme a Tracy e a Noah Bennet libererà le altre vittime di Mohinder; ma subito dopo riceve una spaventosa notizia dalla figlia Claire e dal fratello Peter: il padre Arthur Petrelli, creduto morto da oltre un anno e mezzo, è in realtà vivo ed agisce sotto la copertura di una società di biomeccanica nota come Pinehearst Company, per cui la stessa Tracy ammette di aver lavorato in passato. Assieme alla donna dunque, Nathan si recherà dal padre alla Pinehearst e, dopo avergli parlato esponendogli il suo punto di vista sul progetto paterno se ne va dichiarandosi inoltre molto deluso del comportamento del genitore; dichiarata dunque guerra ad Arthur Petrelli, per proteggerla supplica Tracy di ritornare a Washington, essa però gli disubbidisce e si allea di nascosto con il padre dell'uomo, per essere protetta da ciò che sta per accadere, qualunque cosa sia.
Ed è proprio grazie al doppio gioco di Tracy che Arthur scopre le manovre dei due figli diretti ad Haiti per trovare il soggetto avanzato noto come Haitiano, unico al mondo a poter fronteggiare il padre.
Proprio durante questa avventura, tuttavia Nathan perderà i poteri a causa dell'eclissi e comprenderà di non aver fatto nulla per gli altri quando ne aveva l'occasione, per cui, a termine dell'eclissi; recuperati i propri poteri, lascia l'Haitiano assieme al fratello Peter e decide di aiutare il progetto del padre, seppur contrario alle idee di questi.
Tornato a New York, Nathan esige il controllo della Pinehearst, in quanto per il progetto del padre e l'anziano uomo accetta a malincuore. Nathan, ricongiuntosi a Tracy osserverà la formula venire sperimentata con risultati molto positivi, mentre il padre viene ucciso in uno scontro con Peter e Sylar.
Nell'ultimo episodio, Nathan tenterà di impedire a Peter di distruggere la formula ma dovrà vedersela con i suoi stessi alleati, Flint Gordon e Knox i quali non vogliono un mondo pieno di persone "speciali", poiché appunto, poi non sarebbero più "speciali": tenuto in scacco da Knox il quale lo sta per uccidere, Nathan viene salvato da Tracy, che congelato il nemico supplica l'uomo di fuggire con lei e ricominciare l'esperimento altrove. Nathan, furibondo e offeso la tratta malissimo e si reca al laboratorio allo scopo di fermare Peter, lasciandosi alle spalle una Tracy angosciata e licenziata.
Nell'ultima sequenza troviamo Nathan che affronta Peter nel laboratorio di Suresh, mentre infuria l'incendio provocato da Flint; rimasto bloccato tra le fiamme, Nathan viene infine salvato dal fratello Peter. In salvo dalle fiamme poi, Nathan accusa il fratello di ipocrisia e dichiara che al suo posto l'avrebbe lasciato bruciare. Poi si solleva in volo e fugge.

#### Volume quattro: Fuggitivi
Nel prologo del terzo volume si vede Nathan in una limousine, mentre informa dell'accaduto il Presidente degli Stati Uniti, ponendo dunque le basi per l'inizio della caccia ai soggetti avanzati. Alla fine del quarto volume verrà ucciso da Sylar.
Nel quarto volume vediamo Nathan, divenuto senatore e braccio destro del Presidente, che con una squadra speciale appositamente addestrata cattura i soggetti avanzati irrompendo nelle loro case; perfino il fratello Peter, colpevole di non aver accettato un'alleanza; l'unica per cui intercede è la figlia biologica Claire Bennet. Tuttavia la ragazza, che assiste alla cattura dello zio e di altri, decide di soccorrerli e s'introduce nell'aereo dove questi sono stati deportati aiutando Peter a liberarli e provocandone inavvertitamente la caduta.
Nathan in realtà vuole aiutare la figlia solo per interesse in quanto HRG ha posto tale privilegio come condizione per la sua collaborazione; quando viene a sapere dello schianto del volo, è disperato; il fallimento può costargli tutto ciò che ha acquisito finora. Si sente tuttavia sollevato quando l'ex amante Tracy gli telefona dicendogli di volergli consegnare Peter in cambio della libertà; ma in realtà si rivela essere tutto un piano per intrappolarlo. Nathan però non si reca da solo ma accompagnato dai suoi uomini; nella colluttazione il fratello assorbe il suo potere e fugge, mentre la donna viene catturata e imprigionata in una cella che ne blocca i poteri.
Dopo aver dimostrato tramite la cattura di Tracy l'utilità del suo progetto Nathan si trova impiegato in una guerra di potere con Danko, direttore del suddetto progetto che ne vuole il controllo totale.
Quando Bennet viene rapito, Nathan scopre in breve che il responsabile è Peter e lo raggiunge coi suoi uomini nell'appartamento di Danko, da cui però questi riesce a fuggire e sparare al braccio dell'uomo, come prova di serietà al fratello.
La sua squadra riesce comunque a catturare Mohinder Suresh, che Nathan supplica di creare una formula per rimuovere le abilità trovandosi però di fronte al rifiuto di questi.
Progressivamente Nathan perde potere nel gruppo in favore di Danko; quando scopre che il fratello e Matt sono penetrati nell'edificio 26, Nathan cercherà di salvare la faccia recuperando un video compromettente dalle mani di Peter; il quale tuttavia chiederà in cambio di essere lasciato fuggire assieme a Matt e Daphne; Danko tenta di uccidere Peter il quale però riesca a salvarsi riassorbendo il potere di Nathan e fuggendo.
Successivamente Nathan riuscirà a disinnescare la bomba di un drogato Matt Parkman, consegnandolo in séguito ai federali.
Spazientito cercherà di disfarsi di Danko, venendo tuttavia vinto sul tempo quando questi lo butterà fuori dalla finestra costringendolo a mostrare il suo potere e dunque a fuggire volando.
In séguito, saltata la sua copertura e divenuto a sua volta un ricercato, Nathan si recherà dalla figlia e con lei fuggirà per metterla al sicuro, ora che non può più godere di un lasciapassare.
Dopo i due fuggono in Messico e si riappacificano, recandosi poi a Coyote Sand, dove si riuniscono al resto della famiglia Petrelli; qui Nathan cercherà il perdono del fratello, e questi glielo concederà solo dopo aver ascoltato la storia dell'Impresa, conscio di non voler ripetere gli errori della perfida società.
In séguito i Petrelli assistono a una trasmissione televisiva che mostra Nathan parlare all'America in qualità di senatore; grazie a Noah capiscono subito di chi si tratta in realtà: Sylar.
Intenzionato a sventare la minaccia alla vita del Presidente rappresentata da Sylar, Nathan si reca alla Casa Bianca seguito da Peter; i due convincono le guardie del Presidente che quel senatore Petrelli è un falso e, penetrati nell'ufficio dove si trova Sylar, incominciano uno scontro col killer, e Nathan trascina il killer fuori dalla finestra, dando il tempo al fratello di assorbire il potere di mutare forma e sostituirsi al Presidente col di lui consenso. Tuttavia la colluttazione con Sylar non finisce bene per Nathan, il quale viene ucciso dal killer che ne assorbe il potere.
Poco dopo Angela e Matt trovano il corpo esanime di Nathan. La madre dell'uomo riesce comunque a trovare una soluzione, quando Peter riesce a catturare il corpo del vero Sylar; assieme a Noah, convince Parkman a fargli il lavaggio del cervello convincendolo di essere Nathan, senza però far sapere nulla a nessun altro.

### Quarta stagione - Volume cinque: Redenzione
Nathan/Sylar, dopo sei settimane, incomincia ad avere una crisi d'identità. Non riesce a capacitarsi dei poteri in più che ha (telecinesi, comprensione delle cose, memoria tattile), inoltre non sente suoi i ricordi che ha nella mente. Sua madre dà la colpa all'introspezione, per una crisi di mezza età causata dallo stress del suo lavoro.
Angela chiama Matt Parkman per chiedergli di modificare di nuovo la sua memoria eliminando completamente tutti i ricordi di Sylar, ma quest'ultimo si rifiuta.
Mentre è seduto alla scrivania, inconsciamente utilizza la telecinesi per prendere un bicchiere, inoltre dalle sue mani viene sprigionata energia elettrica. La cosa lo spaventa molto.
Nathan cerca disperatamente di chiamare Peter, senza trovarlo. Sua madre torna a fargli visita e gli porta alcuni oggetti per fargli ricordare la sua infanzia. Nathan, utilizzando senza saperlo il potere di Sylar, la psicometria, toccando un cappellino, scopre di un omicidio colposo ai danni della sua ragazza, Kelly Houston, scivolata in piscina e morta sul colpo. Fino a quel momento, Millie Houston, la madre di lei, era convinta che fosse andata a studiare a Parigi (grazie ad un occultamento di prove da parte di Angela Petrelli), e nessuno aveva mai saputo della sua morte.
Nathan, preso dai sensi di colpa, confessa tutto alla donna, che in seguito si vendicherà mandando un uomo a ucciderlo.
Nathan muore, ma grazie ai poteri rigenerativi ritorna in vita, però riprendendo le sembianze di Sylar, che, in preda all'amnesia, viene accolto nel circo di Samuel Sullivan, ma poco tempo dopo scappa e, riassunte le sembianze di Nathan, si reca a casa del fratello Peter in cerca di aiuto. Peter, deciso ad aiutarlo, viene poco dopo contattato dall'Haitiano il quale, stanco di mentire e cancellare la memoria al giovane per ordine di Angela, gli rivela dove trovare il corpo del vero Nathan, così i fratelli Petrelli si recano sul posto e, trovato il cadavere, grazie ai poteri psicometrici di Sylar scoprono che Matt è coinvolto e decidono di contattarlo per far luce sul mistero, scoprendo tuttavia che l'uomo è in ospedale per aver riportato gravi ferite d'arma da fuoco. Peter riesce comunque a salvarlo, e i due fratelli scoprono così la verità sulla sostituzione mentale ai danni di Sylar. Il killer, stanco della prigionia forzata nella mente del poliziotto però, coglie l'occasione per tornare nel suo vero corpo; "Nathan", sentendo di avere nuovamente Sylar in sé, fugge disperato in volo ma Peter riesce ad aggrapparvisi. "Nathan" è convinto che Sylar presto avrà il sopravvento e teme di far male a qualcuno, per cui vorrebbe solo fuggire lontano. Peter, non volendo perdere il fratello, lo afferra e copia il suo potere dicendogli che lo seguirà ovunque vada. Durante la cena del ringraziamento, lui e il fratello cercano di estorcere alla madre la verità sulla sostituzione di "Nathan". Angela dapprima non risponde alle loro domande, ma infine confessa. Allora Sylar riemerge dal subconscio di "Nathan" minacciando di ucciderli entrambi per vendetta, ma, mentre sta per aprire la testa di Angela, qualcosa lo blocca. Peter sprona il fratello a combattere e ribellarsi al suo carceriere finché "Nathan" non riesce a riprendere il controllo del suo corpo e, terrorizzato, vola via. Peter, deciso a non rinunciare al fratello, copia il potere dell'Haitiano e si appresta a combattere Sylar, il quale però lo trova per primo e lo combatte nei sotterranei dell'ospedale. Fortunatamente, Peter sopprime tutti i suoi poteri e lo sconfigge a suon di pugni finché non riemerge il fratello. Ma "Nathan" ha già deciso di non voler più combattere e chiede a Peter come ultimo favore di lasciarlo andare, il ragazzo tristemente accetta e lascia così che il fratello si butti dal tetto, arreso al vero proprietario di quel corpo: Sylar.

## Vita sentimentale
Oltre al delicato rapporto con l'ex compagna Meredith Gordon, dalla quale ha avuto Claire Bennet (credute da lui morte), nella prima stagione Nathan è sposato con Heidi Petrelli, dalla quale ha due bambini, ma il loro rapporto si incrina quando essa rimane paralizzata su una sedia a rotelle. Nonostante Nathan l'ami ancora, dopo i fatti di Kirby Plaza i due divorziano poiché essa ritiene i racconti di Nathan su quella notte come i deliri di un folle. Sempre durante la prima stagione passa anche una "notte di fuoco" con Niki Sanders a Las Vegas, seppur orchestrata da Linderman. Infine, nella terza stagione conosce Tracy, sorella gemella di Niki, della quale si innamora, ricambiato. Una visione del futuro durante la terza stagione li mostra sposati.

## Poteri e abilità
Nathan possiede il potere della levitazione, potere dimostrato per la prima volta già sei mesi prima della prima stagione. Tale potere potrebbe essere paragonato a quello di West Rosen, fidanzato di Claire, ma i due poteri sono in realtà diversi: Nathan, a differenza di West, non è solo in grado di volare, ma anche di raggiungere velocità tali da lasciarsi dietro una scia di vapore, il che lo rende simile a supereroi quali Superman o Cannonball.
Nella terza stagione si scoprirà che il potere di Nathan è stato indotto artificialmente poiché Arthur Petrelli era rimasto deluso del fatto che il proprio figlio non avesse il corredo genetico adatto a sviluppare un potere "naturale".